# Prasklice
Prasklice (en allemand : Prasklitz) est une commune du district de Kroměříž, dans la région de Zlín, en République tchèque. Sa population s'élevait à 252 habitants en 2025.

## Géographie
Prasklice se trouve à 16 km à l'ouest-sud-ouest de Kroměříž, à 35 km à l'ouest-nord-ouest de Zlín, à 43 km à l'est-nord-est de Brno et à 218 km au sud-est de Prague.
La commune est limitée par Tištín au nord, par Uhřice et Morkovice-Slížany à l'est, par Pačlavice au sud, et par Koválovice-Osíčany à l'ouest.

## Histoire
La première mention écrite de la localité date de 1355.

## Transports
Par la route, Prasklice se trouve à 19 km de Vyškov, à 22 km de Kroměříž, à 58 km de Zlín, à 50 km de Brno et à 256 km de Prague.

## Source
- (cs) Cet article est partiellement ou en totalité issu de l’article de Wikipédia en tchèque intitulé « Prasklice » (voir la liste des auteurs).